# 尾崎乕四郎
尾崎乕四郎（おざき とらしろう、1902年2月23日 - 1991年10月30日）は、日本の地理学者。東京学芸大学名誉教授。専門は社会科教育学、地理学。千葉県の地誌研究は田中啓爾に次ぐものとして高く評価された。

## 経歴
新潟県中頸城郡高田町（上越市）生まれ。1921年高田師範学校卒業、同年小学校訓導に就く。1924年東京高等師範学校教員養成所歴史地理科卒業、岡山女子師範学校教諭。1926年東京高等師範学校地理学専攻中途退学、千葉県立長狭中学校教諭。1933年千葉女子師範学校教諭、1942年文部省教科書図書調査嘱託、1946年文部省図書監修官を経て、1947年東京第一師範学校教授。1951年東京学芸大学教授。1961年「わが国におけるマーガレット露地栽培地の地理学的研究」で東京教育大学より理学博士の学位を取得（主査：青野壽郎、学位記番号：367）。1965年定年退官、名誉教授、聖徳大学短期大学部教授。1990年勲三等旭日中綬章。

## 著書
- 『房州の地誌』古今書院　1929
- 『新日本地理教授』古今書院　1936
- 『新東亜・世界地理教授』古今書院　1939
- 『國民科地理』柁谷書院、1940
- 『関東・中部 日本地理』1940　研究社学生文庫
- 『日本中心の東亜・世界地理』1941　研究社学生文庫
- 『千葉縣の地誌』古今書院　1942
- 『國民科地理要領』古今書院　1942
- 『社会科ものがたり』文化日本社　1947
- 『社会科教育』岩崎書店　1950　教職叢書
- 『千葉県新誌』日本書院　1952　郷土新書
- 『わが国におけるマーガレット露地栽培地の地理学的研究』葵書房　1962
- 『微細地誌 地誌学・社会科教育学の原点』二宮書店　1979
- 『房総地誌の研究 60年の軌跡』古今書院　1985

## 共編著
- 『小学校一・二年の社会科』尾又守共著　岩崎書店　1951
- 『郷土地誌提要 社会科教育の基礎的研究』編　三省堂出版　1951
- 『日本・世界地理図説』山鹿誠次共著　岩崎書店　1954　図説全集
- 『教師のための地理講座』山鹿誠次共著　岩崎書店、1956
- 『中学校社会科地理指導の研究と実践』編著代表　葵書房、1962
- 『中学社会の系統的学力診断法 テスト問題と診断の技術』辰見敏夫共編　国土社　1962
- 『学習効果を高めるための小学校・社会科学習内容の順序と資料の活用 社会科教育学原理の探究』藤本光,大森照夫共編著　葵書房　1964
- 『北海の仁医庄田万里伝』編著　鳳文閣　1975
- 『社会科教育学 実践と理論の相互補完』編著　東洋館出版社　1983